# Lycaeides degener
Lycaeides degener är en fjärilsart som beskrevs av De Sagarra 1930. Lycaeides degener ingår i släktet Lycaeides och familjen juvelvingar. Inga underarter finns listade i Catalogue of Life.